# Hangok
Hangok è il secondo album della band ungherese Ektomorf, pubblicato nel 1996.

## Il disco
Dell'album esistono due diverse versioni: una autoprodotta dalla band e pubblicata nel 1996 solo su audio cassetta e una ristampa pubblicata nel 2008 e prodotta dall'etichetta Rockinform.

## Tracce
1. Nekem Ne Mondd Meg
2. Shalom
3. Engedélyezett Gyilkosság
4. Hangok
5. Üvöltő Félelem
6. Kívülről Nézve
7. Jóvátehetetlen
8. Terror
9. A Romok Alatt
10. Jézus Vár
11. Statisztika
12. Belülről
13. Ellenállás
14. A világ Szenved
15. Háború Szindróma